# Ol'ga Abramova
Ol'ga Valer'evna Abramova (in russo Ольга Валерьевна Абрамова?, in ucraino Ольга Валеріївна Абрамова?, Ol'ha Valeriïvna Abramova; Baryš, 15 settembre 1988) è un'ex biatleta russa naturalizzata ucraina nel 2012.

## Biografia
Ol'ga Abramova, attiva dalla stagione 2010-2011, in Coppa del Mondo ha esordito il 16 gennaio 2014 ad Anterselva in sprint (54ª) e ha ottenuto il primo podio il 25 gennaio 2015 nella medesima località in staffetta (3ª); ai successivi Mondiali di Kontiolahti 2015, sua unica presenza iridata, si è classificata 9ª nella sprint, 10ª nell'inseguimento, 27ª nella partenza in linea e 5ª nella staffetta.
In Coppa del Mondo ha ottenuto il miglior risultato individuale il 5 dicembre 2015 a Östersund in sprint (7ª), ma il 9 febbraio 2016 è stata sospesa dall'IBU a causa di un test antidoping positivo effettuato il 10 gennaio 2016 che ha rivelato la sostanza meldonium, un farmaco cardiovascolare che era nella lista delle sostanze vietate dall'inizio dell'anno, e a novembre è stata squalificata retroattivamente per un anno e tutti i risultati dal 10 gennaio in poi sono stati cancellati; la squalifica è stata in seguito parzialmente revocata dal Tribunale Arbitrale dello Sport poiché l'atleta aveva assunto la sostanza prima che questa fosse proibita.
Tornata alle gare nel marzo del 2017, in Coppa del Mondo ha ottenuto l'ultimo podio il 12 marzo 2017 a Kontiolahti in staffetta mista (3ª) e ha preso per l'ultima volta il via il 7 gennaio 2022 a Oberhof in sprint (87ª); si è ritirata durante quella stessa stagione 2021-2022 e la sua ultima gara in carriera è stata la sprint di IBU Cup disputata a Nové Město na Moravě il 3 febbraio e chiusa dalla Abramova al 45º posto. Non ha preso parte a rassegne olimpiche.

## Palmarès

### Coppa del Mondo
- Miglior piazzamento in classifica generale: 38ª nel 2016
- 3 podi (tutti a squadre):
  - 3 terzi posti